# Onfroi de Vieilles
Onfroi de Vieilles, también Humphrey de Harcourt, Honfroi de Beaumont-le-Roger (Pont-Audemer c. 980-Orne 28 de septiembre de 1044), fue un noble normando, hijo de Turold de Pont-Audemer. Señor de Vieilles, Beaumont y Pont-Audemer. Fue el primer noble en recibir el título de «grand honneur» de Beaumont-le-Roger al iniciar en 1033 la reconstrucción del monasterio saqueado por los vikingos entre otras restituciones, por ejemplo Beaumont se constituyó a partir de los restos de las tierras de la abadía de Bernay. El abad de Bernay, Raoul, pariente de Onfroi, le habría confiado entre 1027 y 1040, parte de la herencia de su monasterio. A partir de 1035, la vida monástica se reanudó con la llegada de seis monjes de Fontenelle bajo la autoridad del abad Eimard. Onfroi tenía vastas propiedades repartidas por toda Normandía, en Cotentin, Hiémois, País de Auge, Bajo Sena  (Vatteville-la-Rue), Évrecin (Normanville) y Vexin normand (Bouafles). 
En 1034, «fundó» (o, más bien, restauró) el monasterio de Saint-Michel-de-Préaux, a unos kilómetros de Pont-Audemer, con monjes de Saint-Wandrille.
Durante la minoría de edad del duque Guillermo el Bastardo, Roger I de Tosny, poseedor del «honneur» de Conches, atacó los dominios de Onfroi. Pero hacia 1040, Roger de Beaumont, se enfrentó y derrotó a Roger en una batalla, durante la cual Roger de Tosny murió en combate.
En 1040, Aubrée, esposa de Onfroi, fundó un monasterio de monjas en Saint-Michel-de-Préaux. Al final de su vida, Onfroi de Vieilles tomó el hábito monástico y terminó sus días en la abadía, al igual que su hijo Roger de Beaumont en 1094. Ambos fueron enterrados allí.

## Herencia
Sus hijos conocidos de su esposa Albereda [Auberée] de la Haya, señora de Brothoune fueron:
- Robert, el mayor, asesinado por Roger de Clères después de 1066 y enterrado en la abadía de Saint-Pierre de Préaux;[3][4]
- Roger de Beaumont, conocido como el Barbudo (m. 1094), que sucedió a su padre;
- Henri de Beaumont lucha contra Roger I de Tosny con su hermano Roger, enviado por su padre en 1040;[5]
- Dunelma [Duvelina], madre de una hija que era monja en la abadía de Saint-Léger de Préaux.

Otros posible hijos:
- Guillermo de Beaumont, monje en la abadía de Saint-Pierre de Préaux;
- Robert I d'Umfreville (n. 1005), de Redesdale, Northumberland, Inglaterra.[6] Padre de Gilbert de Umfraville, uno de los doce caballeros de Glamorgan;
- Albreda de Harcourt (de Preaux) (c. 1027-1052), esposa de Hubert de Ryes.[7]

A Onfroi se le imputan dos matrimonios más. Uno con Gervaise Pont-Audemer d'Harcourt de Veules (Paynel), y el segundo con Nevia Sveynsdatter de Beaumont.[cita requerida]